# Genetisk koppling
Genetisk koppling är tendensen att två eller fler DNA-sekvenser ärvs tillsammans vid sexuell reproduktion, under könscellernas celldelning. Den genetiska kopplingen är hög om sekvenserna har läge nära varandra på samma kromosom. Genetisk koppling kan också definieras som den genetiska associationen mellan två eller fler gener som inte är alleler, beroende på deras läge nära varandra på samma kromosom.
Genetisk koppling mäts i enheten centimorgan (cM). Ett avstånd på 1 cM mellan två genetiska markörer innebär att markörerna är separerade till olika kromosomer i genomsnitt en gång per 100 meiotiska produkter, alltså en gång per 50 celldelningar.
Vid analys av genetisk koppling använder man information från överkorsningar genetisk rekombination för att bestämma positioner på kromosomerna som innehåller gener som styr en viss egenskap. Genom att studera genetiska markörer (tex, mikrosatelliter eller SNP) som undersökts i flera medlemmar av en familj där vissa familjemedlemmar har en egenskap (tex en sjukdom) och andra inte har den så kan man avgöra var någonstans på kromosomerna som överkorsningar har skett och genom detta avgöra vilken/vilka delar av kromosomerna som nedärvs tillsammans med egenskapen.